# Kate Mahaut
Kate Mahaut (Frederiksberg, 16 de enero de 1908-Frederiksberg, 2 de marzo de 1988) fue una deportista danesa que compitió en esgrima, especialista en la modalidad de florete. Ganó cinco medallas en el Campeonato Mundial de Esgrima entre los años 1937 y 1951.

## Palmarés internacional
| Campeonato Mundial | Campeonato Mundial     | Campeonato Mundial | Campeonato Mundial  |
| Año                | Lugar                  | Medalla            | Prueba              |
| ------------------ | ---------------------- | ------------------ | ------------------- |
| 1937               | París (Francia)        | Medalla de bronce  | Florete por equipos |
| 1947               | Lisboa (Portugal)      | Medalla de oro     | Florete por equipos |
| 1948               | La Haya (Países Bajos) | Medalla de oro     | Florete por equipos |
| 1950               | Montecarlo (Mónaco)    | Medalla de plata   | Florete por equipos |
| 1951               | Estocolmo (Suecia)     | Medalla de bronce  | Florete por equipos |